# 西ビサヤ地方
西ビサヤ地方（にしビサヤちほう、英語: Western Visayas）は、フィリピン中部にあるビサヤ諸島の地方の1つ。略称は第6地方（だい6ちほう、Region VI）。中心都市はイロイロ市。
パナイ島、ギマラス島および周辺の島嶼から成る。人口は約473万人（2020年国勢調査）。

## 歴史
1972年9月24日、地方制度の成立とともに創設された。
2005年5月23日、ミマロパ地方に属していたパラワン州が西ビサヤ地方に移管されたが、準備不足を理由に8月19日に凍結された。
2015年5月29日、西ネグロス州が新設されたネグロス島地方に移管されたが、2017年8月9日に同地方は廃止され西ビサヤ地方に復帰した。
2024年6月11日、ネグロス島地方が復活し、再び西ネグロス州はネグロス島地方に移管された。

## 行政区分

### 州
- パナイ島
  - アクラン州
  - アンティーケ州
  - カピス州
  - イロイロ州
    - イロイロ市（高度都市化都市）

  - ギマラス州（1992年にイロイロ州から分離）

### 過去の行政区画
- ネグロス島
  - 西ネグロス州（1972年 - 2015年、2017年 - 2024年）
- パラワン島
  - パラワン州 （2005年5月23日 - 8月19日）

## 住民

### 言語
主な言語はイロンゴ語（ヒリガイノン語）。